# 90Y busz (Debrecen)
A debreceni 90Y jelzésű éjszakai autóbusz a Sámsoni út és a Pósa utca között közlekedik, kizárólag egy irányban. Útvonala során érinti a belvárost, a Sámsoni utat, a Nagyállomást, majd a Jégcsarnokot.

## Története
A vonalat 2018. július 6-án indították el kísérleti jelleggel öt nyári hétvégén a korábbi szolgálati járatok meghirdetésével. Július 21-én és 22-én, a Campus Fesztivál ideje alatt nem közlekedett, ekkor „C” jelzésű éjszakai járatok jártak. Július 27-étől csak a Pósa utcáig közlekedett és a Csokonai Színházat érintette a Kölcsey Központ helyett.
2018. november 1-jétől minden nap közlekedik, éjszakánként egy indulással.

## Útvonala
| Sámsoni út → Barackos utca → Nagyállomás → Pósa utca |
| --- |
| Sámsoni út vá. – Sámsoni út – Acsádi út – Veres Péter utca – forduló – Veres Péter út – Acsádi út – Sámsoni út – Mátyás király utca – Kincseshegy utca – Huszár Gál utca – Budai Nagy Antal utca – Hétvezér utca – Diószegi út – forduló – Diószegi út – Vágóhíd utca – Hajnal utca – Munkácsy Mihály utca – Víztorony utca – Ótemető utca – Rakovszky Dániel utca – Csapó utca – Burgundia utca – Kossuth utca – Piac utca – Petőfi tér – Nagyállomás – Erzsébet utca – Szoboszlói út – István út – Vincellér utca – Derék utca – Kishegyesi út – Pósa utca – Pósa utca vá. |

## Megállóhelyei
Az átszállási kapcsolatok között csak az 1 órán belül elérhető járatok vannak feltüntetve.
| 0  | Sámsoni út végállomás           |                                 |
| 2  | Acsádi út                       |                                 |
| 2  | Skalnitzky Antal utca           |                                 |
| 3  | Juhász Géza utca                |                                 |
| 3  | Zsigmond Ferenc utca            |                                 |
| 4  | Veres Péter utca                |                                 |
| 4  | Vay Ádám utca                   |                                 |
| 5  | Juhász Géza utca                |                                 |
| 5  | Skalnitzky Antal utca           |                                 |
| 6  | Acsádi út                       |                                 |
| 7  | Tizedes utca                    |                                 |
| 7  | Budai Nagy Antal utca           |                                 |
| 8  | Zrínyi utca                     |                                 |
| 8  | Jánosi utca                     |                                 |
| 9  | Bálint pap utca                 |                                 |
| 10 | Huszár Gál utca                 |                                 |
| 11 | Hétvezér utca                   |                                 |
| 11 | Vasutas utca                    |                                 |
| 12 | Bihari utca                     |                                 |
| 13 | Borzán Gáspár utca              | 91Y                             |
| 14 | Diószegi út                     | 91Y                             |
| 15 | Kisbánya utca                   | 91Y                             |
| 15 | Kondorosi híd                   | 91Y                             |
| 16 | Csárda utca                     | 91Y                             |
| 17 | Biczókert utca                  | 91Y                             |
| 17 | Páfrány utca                    | 91Y                             |
| 18 | Barackos utca                   | 91Y                             |
| 18 | Fóliás utca                     | 91Y                             |
| 19 | Biczókert utca                  | 91Y                             |
| 20 | Csárda utca                     | 91Y                             |
| 21 | Kondorosi híd                   | 91Y                             |
| 21 | Kisbánya utca                   | 91Y                             |
| 22 | Diószegi út                     | 91Y                             |
| 24 | Borzán Gáspár utca              | 91Y                             |
| 24 | Sipos utca                      |                                 |
| 25 | Rigó utca                       |                                 |
| 26 | Zsibogó                         |                                 |
| 26 | Vágóhíd utca                    |                                 |
| 28 | Hajnal utca                     | 91Y                             |
| 28 | Munkácsy Mihály utca            |                                 |
| 33 | Dobozi lakótelep                | 91Y                             |
| 33 | Brassai Sámuel Szakközépiskola  | 91Y                             |
| 34 | Ótemető utca                    |                                 |
| 35 | Bercsényi utca                  |                                 |
| 35 | Berek utca                      |                                 |
| 36 | Burgundia utca                  |                                 |
| 38 | Csokonai Színház                | 2                               |
| 38 | Kistemplom                      | 2 Airport2                      |
| 40 | Petőfi tér                      | 2 Airport2                      |
| 41 | Nagyállomás                     | 2 5A 30, 37, Airport1, Airport2 |
| 41 | MÁV-rendelő                     | 5A 30                           |
| 42 | Szoboszlai úti Általános Iskola |                                 |
| 43 | Szoboszlai út                   |                                 |
| 43 | Ohat utca                       |                                 |
| 44 | Tócóskert tér                   | 30, 41                          |
| 45 | Vincellér utca                  | 19, 25Y, 30, 41                 |
| 45 | Sárvári Pál utca                | 19, 25Y, 30                     |
| 46 | Holló László sétány             | 19, 25Y, 30                     |
| 47 | Építők útja                     |                                 |
| 48 | Tegez utca                      |                                 |
| 48 | Pósa utca végállomás            | 15G, 46E                        |